# MOS Technology 65C816

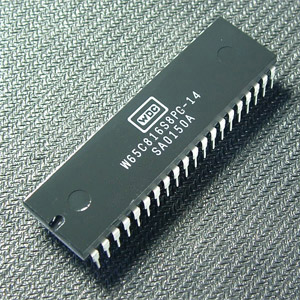
Microprocesseur W65C816S dans un package PDIP40.

Le WDC 65C816 est un microprocesseur 8/16 bits du fondeur Western Design Center. C'est une version étendue et compatible du MOS Technology 6502. Mis sur le marché en 1983, il permettait d'adresser des positions mémoire sur 24 bits, soit 16 mégaoctets de mémoire vive. Disposant d'un jeu d'instructions étendu, d'un pointeur de pile 16 bits et de signaux supplémentaire (dont un reset), le 65C816 a équipé l'Apple IIgs et la console de jeu Super Nintendo.